# Исторически музей (Свиленград)
Историческият музей в Свиленград е основан през 2007 г.
Създаден е въз основа на музейна сбирка, която съществува от 1960-те години. Експозицията съдържа археологически, исторически и етнографски материали. Помещава се в къщата на д-р Георги Цукровски, от началото на 20 в. Музеят издава няколко книги, свързани с историята на Свиленград.